# Stedesand
Stedesand (friesisch: Stääsönj) ist eine Gemeinde im Kreis Nordfriesland in Schleswig-Holstein.

## Geografie

### Geografische Lage
Das Gemeindegebiet von Stedesand ist Teil des Naturraums Nordfriesische Marsch. Es erstreckt sich im Nordwesten teilweise bis über die Lecker Au hinaus, welche sich wenig unterhalb mit der Soholmer Au beim Bottschlotter See zum Bongsieler Kanal vereinigt. Der historische Bachlauf der heutigen Alten Soholmer Au markiert teilweise die südliche Gemeindegrenze, im Westen jedoch auch in Teilen der nördliche Gewässerrand des heute ihn ersetzenden weiter südlich verlaufenden abgedämmten Flusslaufs.

### Gemeindegliederung
Neben dem Dorf gleichen Namens befinden sich auch der Störtewerkerkoog (nordfriesisch Störtewärkskuuch, dänisch Størteværkkog) und Wester Schnatebüll (nordfriesisch Weester Snootebel, dänisch Vester Snattebøl) im Gemeindegebiet, das in seiner heutigen Form seit 1974 besteht.

### Nachbargemeinden
Angrenzende Gemeindegebiete von Stedesand sind:
| Risum-Lindholm |                                             | Leck       |
|                | Kompassrose, die auf Nachbargemeinden zeigt |            |
| Dagebüll       | Langenhorn, Bargum                          | Enge-Sande |

## Geschichte
Im Jahr 1551 erfolgte die Eindeichung des 1403 ha großen Störtewerker Kooges. Dieser ist südwestlich dem Geestrand bei der Rantzauhöhe im Gebiet des Langenberger Forsts vorgelagert. Im Zusammenhang mit der Eindeichung des Marschgebietes kam es zu einer Verlagerung der ehemaligen Nordgrenze der Nordergoesharde.
Am 1. Februar 1974 wurden die damaligen Gemeinden Störtewerkerkoog und Wester Schnatebüll eingegliedert.

## Politik

### Gemeindevertretung
Bei der Kommunalwahl am 14. Mai 2023 waren insgesamt 11 Sitze zu vergeben. Von diesen erhielt die AWG 5 Sitze, die KWS 4 Sitze und die AWS zwei Sitze.

## Sehenswürdigkeiten
Die Stedesander Kirche wurde vermutlich im 16. Jahrhundert gebaut. Das heutige Altarbild stammt von Carl Ludwig Jessen. Der Taufstein aus gotländischem Kalkstein gleicht dem der Emmelsbüller Kirche.
An der Abzweigung des Trollebüller Wegs von der Klinkerstraße im Gebiet des Störtewerker Koogs befindet sich ein Denkmal zur Erinnerung an historische Sturmfluten.
In der Liste der Kulturdenkmale in Stedesand stehen die in der Denkmalliste des Landes Schleswig-Holstein eingetragenen Kulturdenkmale.

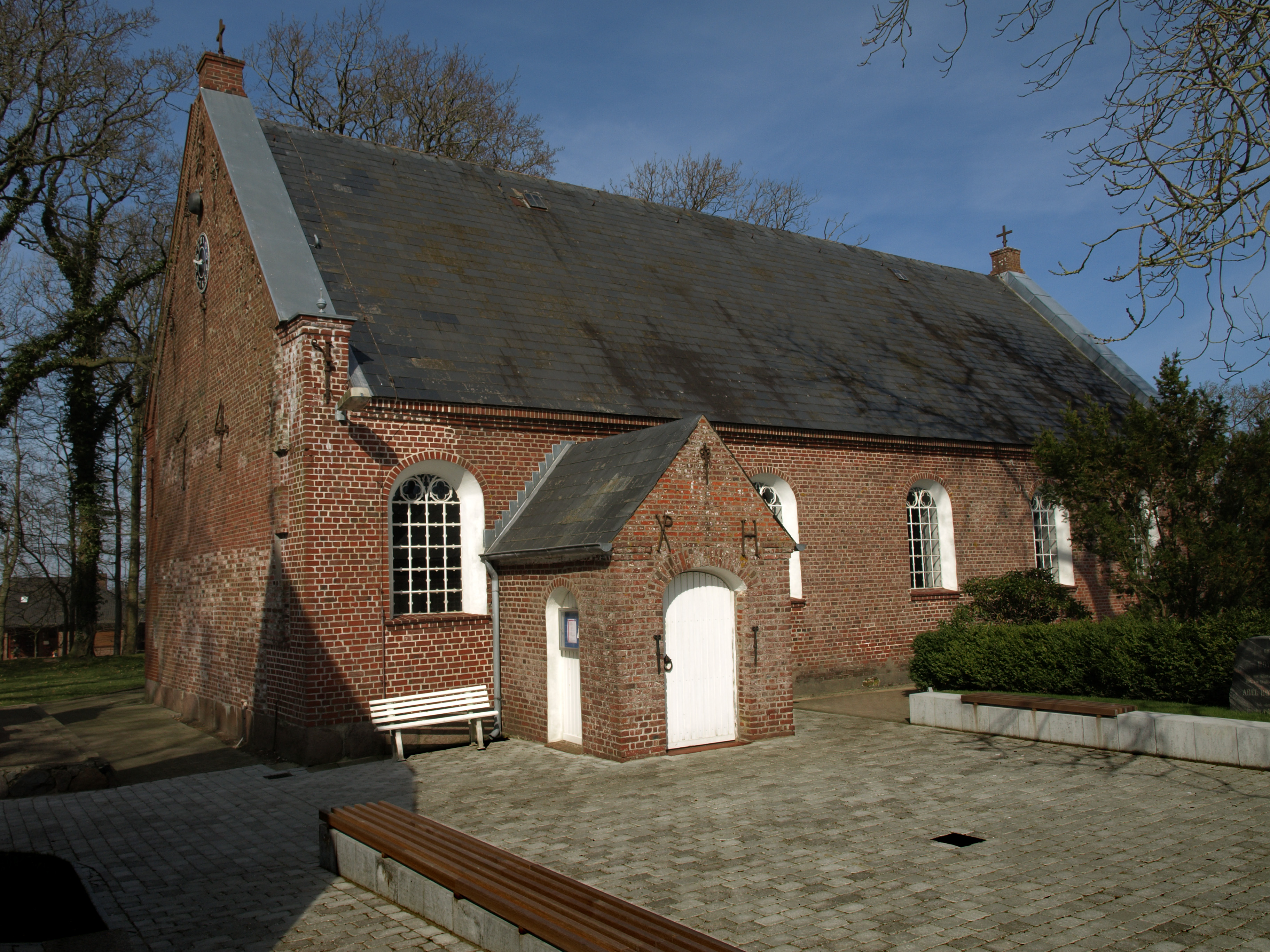
Die turmlose Kirche aus dem 16. Jahrhundert
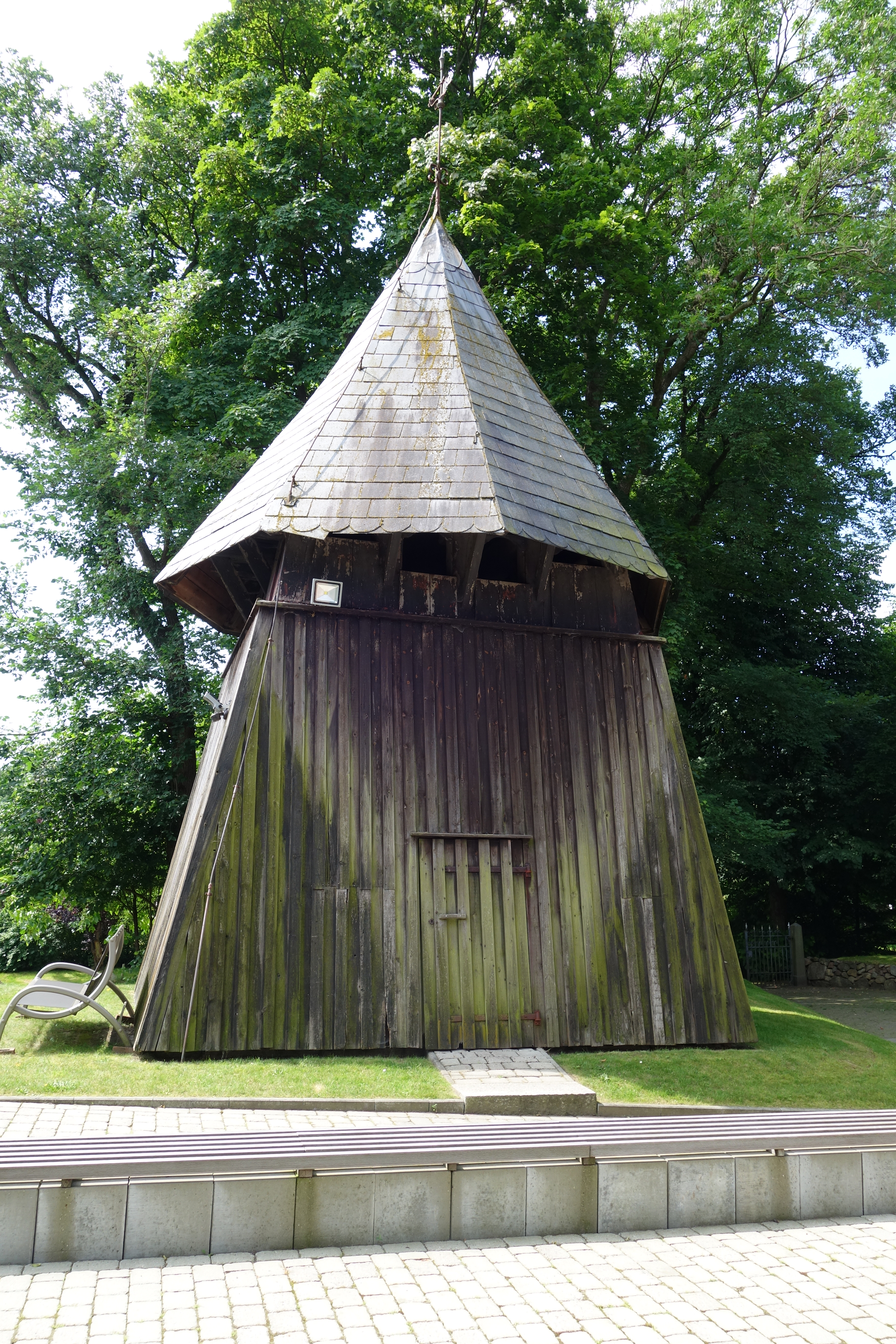
Der hölzerne Glockenstuhl
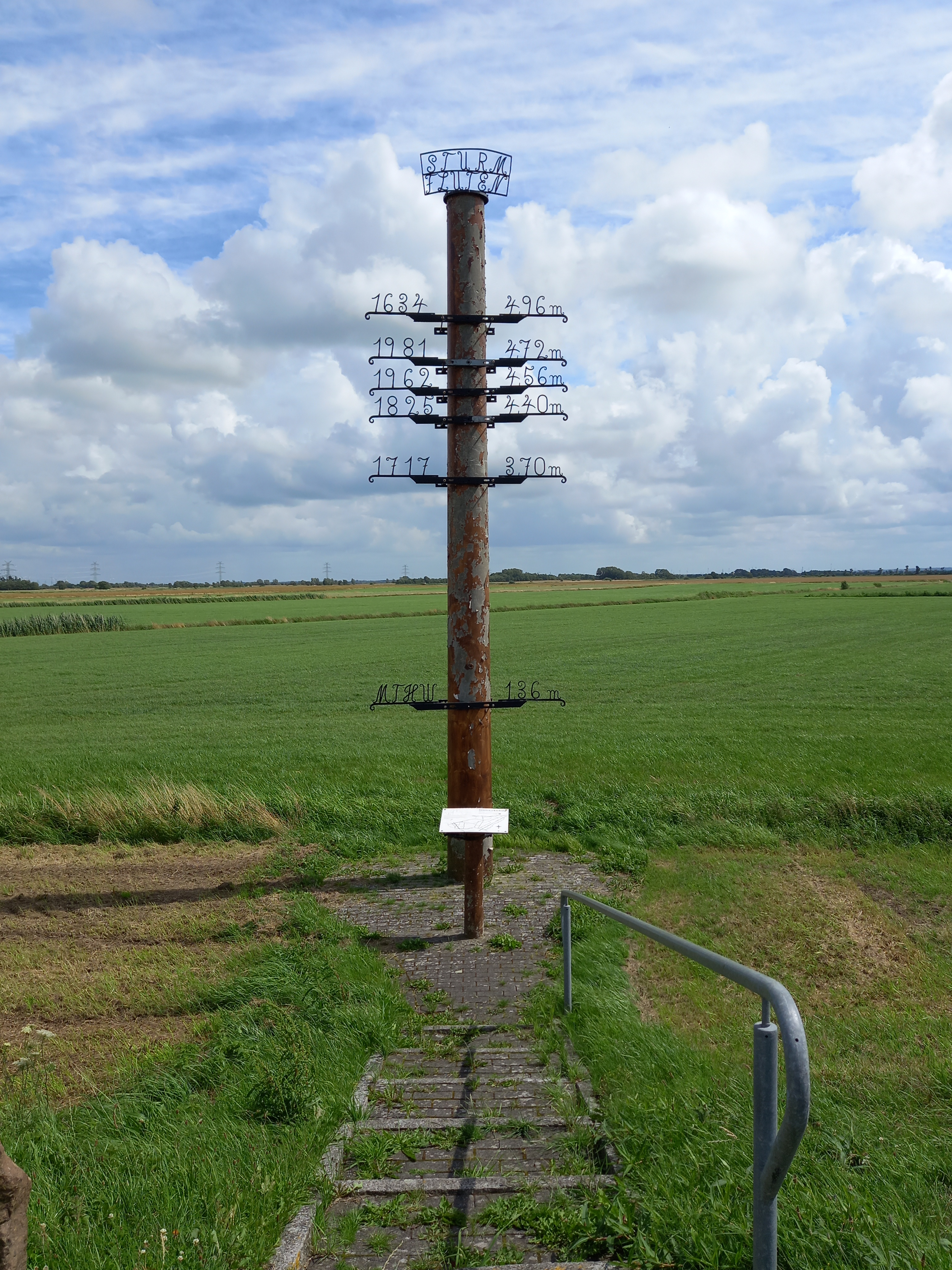
Hochwasserdenkmal an der Straße von Stedesand nach Risum

## Wirtschaft und Infrastruktur

### Wirtschaftsstruktur
Die Wirtschaft ist ländlich strukturiert. Das bedeutendste Wirtschaftsunternehmen dürfte ein im Ort ansässiger Landmaschinenvertrieb und -Reparaturbetrieb sein. Er vertreibt u. a. Produkte des Landmaschinenkonzerns CNH Industrial. Zumeist außerhalb der Dorflage gelegen, sind verschiedene Landwirtschaftsbetriebe in der Gemeinde ansässig.

### Verkehr
Durch die östliche Dorflage von Stedesand führt die Bundesstraße 5 im Abschnitt zwischen Niebüll und Bredstedt. In Parallellage direkt am südlichen Dorfrand führt die Marschbahnstrecke vorbei. Die ehemalige Bahnstation wurde am 31. Mai 1987 geschlossen. Die nächstgelegenen Bahnstationen sind der Bahnhof Niebüll und der Haltepunkt in der Gemeinde Langenhorn. Beide werden vom Regionalexpress 6 im Nahverkehrsverbund Schleswig-Holstein angefahren. In Niebüll besteht darüber hinaus auch ein Fernverkehrsanschluss an einzelne Züge der von Hamburg nach Westerland auf Sylt durchgebundenen Intercity-Linien 26, 27 und 30.

## Persönlichkeiten
- Christian Feddersen (1786–1874), Pastor und  Begründer der „friesischen Bewegung“
- Hans Peter Feddersen (1848–1941), Landschaftsmaler
- Johannes Hansen (1930–2010), evangelischer Pfarrer, Evangelist und Schriftsteller
- Jens Carsten Jantzen (* 1948), Mathematiker
- Moritz Momme Nissen (1822–1902), friesischer Dichter und Sprachforscher
- Rudolf Muuß (1892–1972), lutherischer Geistlicher, Heimatforscher, Politiker (CDU, später FDP) und Autor, 1931–1957 Pastor in Stedesand